# Platygillellus altivelis
Platygillellus altivelis är en fiskart som beskrevs av Dawson, 1974. Platygillellus altivelis ingår i släktet Platygillellus och familjen Dactyloscopidae. IUCN kategoriserar arten globalt som nära hotad. Inga underarter finns listade i Catalogue of Life.